# Jérémy Huysman
Jérémy Huysman, né le 8 novembre 1988 à Dunkerque en France, était un footballeur français qui évoluait au poste de milieu défensif. Il a pris sa retraite en décembre 2024, à l'âge de 36 ans, au club du FC Loon-Plage, à Dunkerque.
Il a évolué à l'USL Dunkerque, puis en prêt a Pacy-Menilles RC, pour revenir a Dunkerque. Il a ensuite signer au FC Loon-Plage.

## Biographie

### Carrière en club
Jérémy Huysman a été formé dans le club de sa ville natale :  l'USL Dunkerque. En 2006, il passe en équipe senior au sein du club nordiste qu'il ne quittera jamais. Excepté en 2010, où il est prêté au sein du club normand du Pacy Ménilles Racing Club. En une quinzaine de saisons, Huysman connaîtra les difficultés du monde amateur à la découverte du monde professionnel. En effet, en 2020, il signa son premier contrat professionnel au sein du club nordiste de l'USL Dunkerque, pensionnaire de Ligue 2. A l'été 2022, il signe au sein du club amateur du FC Loon-Plage. Il est par ailleurs agent immobilier.

### Vie personnelle
Jérémy est le fils de l'ancien footballeur et entraîneur français Nicolas Huysman.